# الاتحاد الإسباني لليمين المستقل
الاتحاد الإسباني لليمين المستقل واختصاراً  سيدا  (إسبانية:Confederación Española de Derechas Autónomas) هو حزب سياسي في الجمهورية الإسبانية الثانية. وقوة كاثوليكية محافظة، والوريث السياسي لحزب العمل الشعبي الذي تزعمه آنجل هيريرا أوريا. وحدد أهدافه في «التأكيد والدفاع عن مبادئ الحضارة المسيحية»، وترجم هذا الموقف النظري إلى مطلب عملي لمراجعة الدستور الجمهوري لإسبانيا. رأت CEDA نفسها كمنظمة دفاعية، تشكلت لحماية الدين والأسرة والممتلكات. فأعلن خوسيه ماريا جيل روبلز عزمه على «إعطاء إسبانيا وحدة حقيقية، روح جديدة، ونظام حكم شمولي، الديمقراطية ليست غاية بل وسيلة لغزو الدولة الجديدة. وعندما يحين الوقت، إما يخضع البرلمان أو سوف نقضي عليه». عقد الاتحاد مسيرات على غرار الفاشيست، ووصفو جيل روبلز بالـ«هيفي» وهي تعادل الدوتشي، وادعى أنه سيقود «الزحف على مدريد» على غرار الزحف على روما للاستيلاء على السلطة بالقوة.
وادعت سيدا أن المناخ السياسي الإسباني فرض على السياسين إما أن يكونوا ماركسيين أو معادين لهم. وطالبت بحماية الحضارة المسيحية من الماركسية. ومع صعود الحزب النازي في ألمانيا، تبنى الحزب الألاعيب الدعائية المشابهة للنازية مثل التركيز على السلطة وطن الأسلاف والتسلسل الهرمي. حضر روبلز تجمع الحزب النازي في نورنبرغ وتأثر به، وعزم بعدها على خلق جبهة معادية للثورة للماركسية في إسبانيا.
فشل الاتحاد في تحقيق مكاسب انتخابية اللازمة لتشكيل الحكومة في 1933 و1936، وهو ما أسفر عن تأييد اليمين للزعيم الملكي خوسيه كالفو سوتيلو. بعد ذلك تخلى الحزب عن الاعتدال والالتزام بالقانون، وبدأ تقديم الدعم لمجموعات مستعدة لتبني العنف ضد الجمهورية، بما في ذلك تسليم الأموال الانتخابية لزعيم الانقلاب العسكري ضد الجمهورية الجنرال إميليو مولا. بدأت حينها طلائع الحزب الشبابية التي عُرفت بشباب العمل الشعبي، بالانضمام للفلانخي. خلال الحرب الأهلية الإسبانية ورغم تأييدهم لفرانسيسكو فرانكو، إلا أن الأخير كان عازماً على عدم وجود أحزاب يمينية منافسة، فحل الحزب عام 1937.

## تفوق الاتحاد على المركز الجمهوري
أنشأ جيل روبلز CEDA لخوض انتخابات 1933، واضمر اعتناقه الفاشية. على الرغم من رفضه فكرة الحزب باعتباره «خيالًا جامدًا»، إلا أنه أنشأ مع آخرين اتحاد سيدا ليكون منظمة حزبية مستقرة بإمكانها قيادة اليمين الإسباني إلى عصر السياسة الجماهيرية. تشكلت سيدا CEDA من وحدات تنظيمية عرفت باسم اليمين المستقل (Derechas Autónomas)، والتي تم تأسيس أولها في سالامانكا في ديسمبر 1932. بعد قبول «مبادئ الحضارة المسيحية» احتفظت الهيئات الكونفدرالية بحريتها الكاملة بالفكر والعمل - مثل هذا التعريف تم تأطير الكارلية وأخذها بعين الاعتبار. وعمل اليمين ككل من أجل «التحول الجذري للنظام». أدى إعلان بالبدء بانتخابات عامة في نوفمبر 1933 إلى تعبئة غير مسبوقة لليمين الأسباني. أمرت صحيفة El Debate قرائها بالمساهمة بالانتخابات القادمة بكل ماأمكنهم:«تتويج سامي لواجبات المواطن»، بحيث الانتصار في صناديق الاقتراع ممكن أن يضع حدا لسنتي الجمهورية الحمراء. فبدأ التركيز بقوة على تقنيات الدعاية الانتخابية. فزار جيل روبلز ألمانيا النازية لدراسة الأساليب الحديثة، بما في ذلك رالي نورنبرغ. حيث أنشأت لجنة انتخابية وطنية ضمت ممثلين من سيدا والملكيين والكارليين التقليديين والتجمع الزراعي، واستثني منهم الجمهوريين المحافظين بزعامة ميغيل مورا. ملئت CEDA البلديات بأكملها بالدعاية الانتخابية. فأصدر الحزب عشرة ملايين منشور، وحوالي مائتي ألف ملصق ملون، واستخدمت مئات السيارات لتوزيع هذه المواد عبر المقاطعات. وعُرضت أفلام دعائية على شاشات مثبتة بشاحنات كبيرة في جميع شوارع المدن الكبرى.

## سيدا ومحاولة استقطاب الآراء السياسية
كانت الحاجة إلى الوحدة هي الموضوع الأساس للحملة التي خاضتها CEDA، حيث قدمت الانتخابات على أنها ضد الأفكار وليس الأشخاص. كان اختيار الناخبين بسيطًا: أن تصوتوا للخلاص أو الثورة، للمسيحية أو الشيوعية. فكانت حظوظ إسبانيا الجمهورية حسب إحدى ملصقات الاتحاد قد قررها «الفساد الأخلاقي والفوضى». فاننقل الكاثوليك الذين واصلوا إعلان جمهوريتهم إلى المعسكر الثوري وجادل العديد من الخطباء بأن الخيار الجمهوري الكاثوليكي أصبح غير شرعي بالمرة. «لا يجوز للكاثوليكي الصالح أن يصوت للحزب الجمهوري المحافظ» حسب افتتاحية Gaceta الإقليمية. وكان هناك انطباع بأن الجمهوريين المحافظين بعيدًا عن كونهم كاثوليك، فهم عمليا معاديين للدين. في هذا الهجوم الشامل على المركز السياسي، أصبحت تعبئة النساء أيضًا تكتيكًا انتخابيًا كبيرًا لليمين الكاثوليكي. فتشكلت جمعية تعليم المرأة (Asociación Femenina de Educación) في أكتوبر 1931. ومع اقتراب انتخابات 1933 العامة واجه النساء تحذيرا من أنه إن لم يصوتوا بشكل صحيح، فإن الشيوعية قادمة، «التي ستأخذ أطفالك من ذراعك، وتدمر الكنيسة التي ترعاك، ويهرب زوجك المحب منك بسبب قانون الطلاق، وستلتهم الفوضى الريف، ويدخل الجوع والبؤس منزلك». حث الخطباء والمنظمون في جمعية تعليم المرأة AFEC النساء على التصويت «من أجل الله وإسبانيا!» لعكس صفات المرأة التي أكدت عليها AFEC، وقاد «قسم الدفاع» في CEDA الناشطين الشباب إلى الصدارة. وفي إحدى الحوادث التي جرت في جوخيلو في الأسبوع الأخير من الحملة الانتخابية، قامت مجموعة من متعاطفي الجناح اليساري بمنع أشخاص من دخول حلبة مصارعة الثيران مما أدى إلى معركة مع قسم الدفاع التابع لـ CEDA. حيث فتشوهم فوجدوا أنهم كانوا يحملون سياطًًا معهم. كانت تلك إحدى الأمثلة على استقطاب الآراء السياسية التي حدثت في مقاطعة سالامانكا موطن روبلز مع الأيام الأولى للجمهورية. وقد أضاف فريق CEDA الجديد دليلًا في يوم الانتخابات ذاتها، عندما قام أعضاؤه بدوريات في الشوارع ومراكز الاقتراع في عاصمة المقاطعة كي يمنع اليسار من العبث بصناديق الاقتراع.
فاز الاتحاد الإسباني لليمين المستقل CEDA بأكبر عدد من المقاعد في الكورتيس في انتخابات عام 1933 بسبب الامتناع الهائل لأعضاء CNT عن التصويت، مما جعلها متوافقة مع مبادئهم الفوضوية. فازت CEDA بأغلبية المقاعد. ولكن مع ذلك لم تكن تلك كافية لتشكيل أغلبية برلمانية، ورفض الرئيس نيكيتو الكالا زامورا دعوة زعيمها جيل روبلز لتشكيل حكومة وبدلاً من ذلك دعا أليخاندرو ليروكس زعيم الحزب الجمهوري الراديكالي للقيام بذلك. دعمت CEDA حكومة ليروكس الوسطية. ثم طالبت بعدها بمقاعد وزارية، وفي 1 أكتوبر 1934 نالت ثلاثة حقائب. أوقفت تلك الحكومة معظم إصلاحات حكومة مانويل أثانيا السابقة، مما أدى إلى تمرد مسلح لعمال المناجم في أستورياس في 6 أكتوبر، وتمرد الاستقلال في كاتالونيا -تم قمع كلا التمردين (تمرد أستورياس قمعها الجنرال فرانسيسكو فرانكو). وجرت اعتقالات ومحاكمات سياسية جماعية. استمرت CEDA في تقليد الحزب النازي الألماني، حيث نظم روبلز مسيرة في مارس 1934 بصيحات "Jefe" («الزعيم» كتقليد لـ "Duce" الإيطالي دعما لموسوليني). استخدم روبلز قانون مكافحة الإضراب لاختيار القادة النقابيين واحداً تلو الآخر، وحاول تقويض الحكومة الجمهورية اليسار الجمهوري لكتالونيا، الذي حاول مواصلة الإصلاحات السابقة للجمهورية. باستخدام لقب الزعيم ابتكر شباب العمل الشعبي [الإسبانية] JAP ثقافة قوية ومثيرة للقلق حول شخصية جيل روبلز. كان روبلز نفسه قد عاد من رالي نورمبرغ سنة 1933 وتحدث عن «الحماس الشبابي الغارق في التفاؤل والمختلف تمامًا عن الشكوك المنفردة والمحفوفة بالانهزامية والمفكرين لدينا».
سرعان ما طورت حركة شباب العمل الشعبي داخل CEDA طابعها الخاص، حيث شددت JAP على النشاطات الرياضية والسياسية، ولها صحيفة تصدر كل أسبوعين. أما سلبية تلك الجماعة لمبادئ الاقتراع العام فكانت لدرجة أن القرارات الداخلية لم يتم التصويت عليها. أصبح الخط الفاصل بين التكتلات المسيحية والحكم الفاشي دقيقًا جدًا بالفعل. لقد تجلت النزعات الفاشية لـ JAP بشكل واضح في سلسلة التجمعات التي عقدتها حركة شباب CEDA خلال عام 1934.
وفي 26 سبتمبر أعلنت CEDA أنها لن تدعم حكومة الأقلية لـ PRR؛ فتم استبدالها بحكومة يقودها ليروكس مرة أخرى وتضمنت ثلاثة أعضاء من الاتحاد.

## التشظي والتشدد نحو اليمين

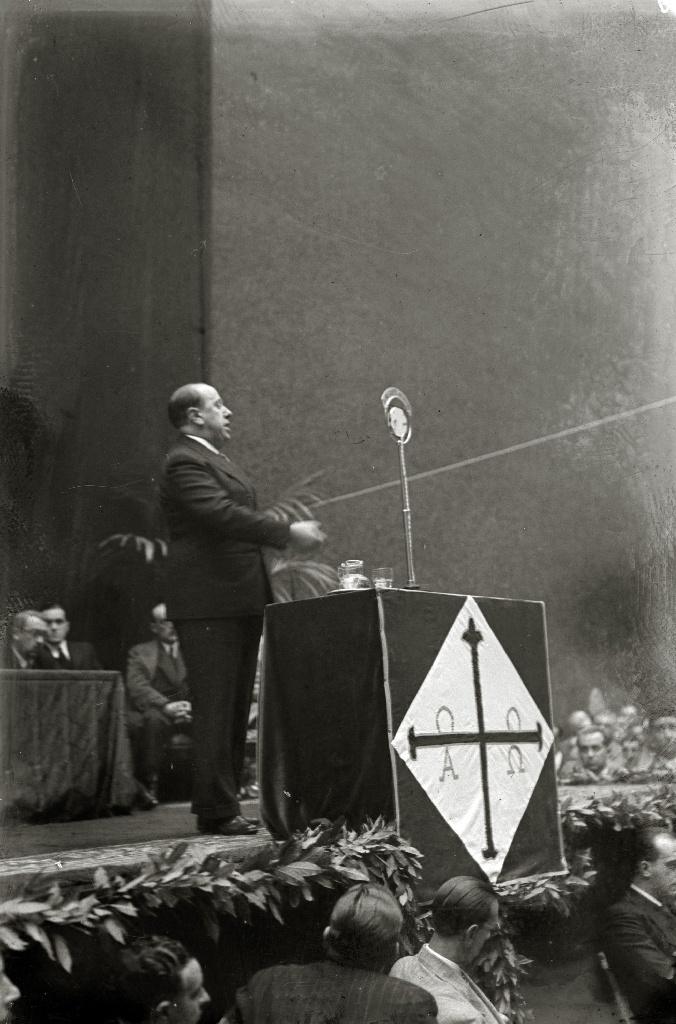
خوسيه ماريا جيل روبلز في حملته الانتخابية في سان سباستيان في 1935.

بين نوفمبر 1934 ومارس 1935 قام وزير الزراعة التابع لـ CEDA مانويل خيمينيز فرنانديز بتقديم سلسلة من تدابير الإصلاح الزراعي إلى البرلمان تهدف إلى تحسين الظروف في الريف الإسباني. قوبلت هذه المقترحات المعتدلة برد عدائي من العناصر الرجعية داخل الكورتيس، بالإضافة إلى الجناح المحافظ للاتحاد الإسباني لليمين المستقل، فتم رفض مقترح الإصلاح، واستبدل الموظفين في الوزارة. أثبت مشروع قانون الإصلاح الزراعي أنه كان محفزًا لسلسلة من انقسامات مريرة داخل اليمين الكاثوليكي، وهي انقسامات أدت إلى تفكك تحالف CEDA الواسع النطاق. وربما كان جزئياً هو حماس حركة الشباب JAP. وتشدد الحزب الكاثوليكي أكثر نحو اليمين، مما أجبر على استقالة شخصيات حكومية معتدلة، بما في ذلك فيليبرتو فيلالوبوس. لم يكن جيل روبلز مستعدًا لإعادة محفظة الزراعة إلى خيمينيز فرنانديز. «على الرغم من كل الخطاب الكاثوليكي الاجتماعي، إلا أن اليمين المتطرف قد فاز بالوقت الراهن».
انهارت حكومة ليروكس الراديكالية بعد فضائح كبيرة، ومنها فضيحة سترابرلو. ومع ذلك استخدم ألكالا زامورا كل موارده لإزاحة CEDA من السلطة حتى قدمت له الأزمة الحكومية في 9 نوفمبر 1935 هذه الفرصة. فأعطى رئاسة الوزراء لصديقه مانويل بورتيلا فالاداريس الذي ترأس الفترة الفاصلة بين نوفمبر 1935 وفبراير 1936. ودعا إلى الانتخابات، حيث فازت الجبهة الشعبية بفارق ضئيل في انتخابات 16 فبراير 1936 بإمكانيات أقل بكثير من اليمين السياسي الذي اتبع تقنيات الدعاية النازية. فسلمت CEDA صندوق حملتها إلى المخطط العسكري الجنرال إميليو مولا. وحل الملكي خوسيه كالفو سوتيلو محل جيل روبلز بزعامة اليمين في البرلمان. وتوسعت مجموعة الفلانخي الإسبانية بقوة بعدما انتقل إليها العديد من أعضاء JAP. فنجحوا في إثارة المشاكل في الشوارع، من أجل جعل النظام السلطوي مبررًا. كما تعرضت CEDA لهجوم مباشر من الفلانخي. فتطرف لحركة شباب CEDA معناه أن جميع محاولات إنقاذ الكاثوليكية البرلمانية محكوم عليها بالفشل.
رحب العديد من أنصار الحزب بالتمرد العسكري في صيف عام 1936 والذي أدى إلى الحرب الأهلية الإسبانية، وانضم الكثير منهم إلى الحركة الوطنية لفرانكو. إلا أن الجنرال فرانكو كان مصممًا على عدم وجود أحزاب يمينية متنافسة في إسبانيا، وفي أبريل 1937 تم حل الاتحاد الإسباني لليمين المستقل CEDA.